# Oleksandr Sheydyk
Oleksandr Sheydyk, né le 13 septembre 1980 à Rivne, est un coureur cycliste ukrainien.

## Palmarès
- 2006
  - 3e du Tour de Roumanie
- 2007
  - 3e étape du Tour de Serbie
- 2009
  - 2e du Grand Prix Kooperativa
  - 3e de la Coupe des Carpates
- 2010
  - 3e et 4ea (contre-la-montre) étapes du Tour de Szeklerland
  - 3e étape du Tour des Pyrénées
  - 2e du Grand Prix d'Adyguée
  - 3e du championnat d'Ukraine sur route
- 2011
  - 2e du Grand Prix de Sotchi
  - 2e de la Course de la Solidarité Olympique
  - 3e de l'An Post Rás
  - 3e du Sibiu Cycling Tour
- 2013
  - 2e de la Race Horizon Park I
- 2016
  - Tour de La Corogne :
    - Classement général
    - 2e étape

## Classements mondiaux
| Année            | 2005 | 2006  | 2007 | 2008 | 2009 | 2010 | 2011 | 2012 | 2013 | 2014 |
| ---------------- | ---- | ----- | ---- | ---- | ---- | ---- | ---- | ---- | ---- | ---- |
| UCI America Tour |      |       |      |      |      |      |      |      |      | 357e |
| UCI Europe Tour  | 692e | 1248e | 712e | 792e | 223e | 125e | 69e  |      | 288e | 385e |